# Великоолександрівка (Синельниківський район)
Великоолекса́ндрівка (до 1964 року — Олександрівка) — село в Україні, у Васильківській селищній територіальній громаді Синельниківського району Дніпропетровської області. Населення становить 2057 осіб.

## Географія
Розташоване на півночі Васильківської громади Дніпропетровської області на правому березі річки Вовчої в межах Придніпровської низовини. Середня висота над рівнем моря — 70-75 м.
Поблизу села є невеликі лісові насадження.
Сусідні населені пункти: Троїцьке Павлоградського району (півн.-зах.), Левадки Павлоградського району (півн.-сх.), Первомайське (півд.), Воскресенівка (півд.-сх.).
Селом проходить автошлях Т 0408 Павлоград — Васильківка — Новомиколаївка — Оріхів — Токмак.

## Історія
На місці сучасної Великоолександрівки на початку XVIII століття був зимівник запорізького старшини Олександра Шпака, — Шпаківка, яка відносилася до земель Самарської паланки Запорозької Січі.
За розпорядженням Азовської губернської канцелярії у 1776 році у Шпаківці була створена військова слобода Олександрівка. Родючі землі, багата на рибу річка, чумацькі шляхи, що проходили через село, приваблювали сюди нових поселенців. Число жителів Олександрівни швидко зростало. У 1791 році тут проживало 691 людей. Вони займалися хліборобством, тваринництвом і рибальством.
У 1857 році населення слободи було віднесено до розряду державних селян.
Станом на 1886 рік у селі Добровільської волості Павлоградського повіту Катеринославської губернії мешкало 755 осіб, налічувалось 148 дворів.
До 2016 року було центром Великоолександрівської сільської ради.

### Перша половина ХХ сторіччя
Під час земельної реформи на початку ХХ сторіччя, царський уряд розпочав роздачу земель. Так, у 1907—1910 роках біля Олександрівки виникли хутори Вишневий, Дмитренків, Очеретуватий, Бровки, Бовківський та інші. Частина олександрівських селян переселилась на Саратовщину, де в Озинському повіті виникло село Новоолександрівка.
У 1913 році населення Олександрівки становило 8757 чоловік. Тут було 10 млинів — 8 вітряків і 2 водяні млини, які виробляли продукцію для власних потреб і на ринок. Хліб вивозився в Павлоград, Васильківку та інші навколишні населені пункти. В селі були розміщені волосне правління, земська поштова станція, медпункт.
Переважна більшість населення Олександрівки була неписьменною. В 1894 році тут почала працювати церковнопарафіальна школа, у якій навчалося 87 дітей 3. У 1911 році відкрилися 2 земські початкові школи, у яких навчалися 125 дітей і працювали 9 учителів.
Після жовтневого перевороту в Петербурзі 7 листопада 1917 року було створено волосний революційний комітет на чолі з представником Павлоградського повітового комітету більшовиків який почав відбір земель і хліба у селян.
Але вже у квітні 1918 року село зайняли австро-німецькі війська, які підтримували Центральну раду.
У жовтні 1918 року владу в селі захопила Червона Армія, проте їх влада в селі протрималась до червня 1919 року, коли село зайняли війська Антона Денікіна. 30 грудня 1919 року Червона Армія остаточно захопила село, почалося встановлення радянської влади.
Під час колективізації у 1920—1930 роках в Олексадрівці створювалися сільськогосподарські артілі, комуни та колгоспи.
Під час організованого радянською владою Голодомору 1932—1933 років померло щонайменше 148 жителів села.
У 1940 році в селі були збудовані лікарня, амбулаторія, аптека, 3 школи, сільський клуб.

### Друга світова війна
Село окуповане німецькими військами у жовтні 1941 року. Визволене 18 вересня 1943 року.

### 50—60 роки XX століття
У 1950 році відбулося укрупнення колгоспів, створено один великий колгосп на базі трьох — ім. Карла Маркса (з 1964 року — ім. Мічуріна).
У 1964 році село перейменоване у Великоолександрівку.
Також в ті часи в селі була середня, восьмирічна та 2 початкові школи, лікарня, амбулаторія і аптека, будинок культури, бібліотека, декілька магазинів.
У 1982 році відкрито музей історії села.
12 червня 2020 року, відповідно до розпорядження Кабінету Міністрів України № 709-р від «Про визначення адміністративних центрів та затвердження територій територіальних громад Дніпропетровської області», увійшло до складу Васильківської селищної громади.
19 липня 2020 року, під час адміністративно-територіальної реформи та ліквідації Васильківського району, село увійшло до складу  новоутвореного Синельниківського району.

## Населення

### Мова
Розподіл населення за рідною мовою за даними перепису 2001 року:
| Мова       | Кількість | Відсоток |
| ---------- | --------- | -------- |
| українська | 1938      | 94.21%   |
| російська  | 117       | 5.69%    |
| білоруська | 1         | 0.05%    |
| румунська  | 1         | 0.05%    |
| Усього     | 2057      | 100%     |

## Господарство, побут
Село частково газифіковане. Працюють декілька фермерських господарств.
У Великоолександрівці є середня загальносвітня школа І-ІІІ ступенів, медична амбулаторія, бібліотека, клуб.